# Blue Country
«Blue Country» (франц. «Синя країна») — останній прижиттєвий альбом французького співака Джо Дассена (1938-1980), який був записаний в 1979 році, а вийшов 11 січня 1980 року у Франції. Трек «Faut Pas Faire De La Peine A John», який входить до альбому, є обробкою пісні Джима Корче. Пісня «Blue Country», яка стала хітом початку 1980 року, має ще й англійську версію «Home Made Ice Cream».
Продюсером альбому, як і всіх попередніх, був друг Джо Жак Пле.
Пізніше, у квітні 1980, Дассен записав сингл «The Guitar Don't Lie». Запис нового альбому Джо вирішив відкласти, щоб деякий час перепочити. Проте 20 серпня 1980 року Джо Дассена не стало.

## Композиції
| #   | Назва                                            | Тривалість |
| --- | ------------------------------------------------ | ---------- |
| 1.  | «Blue Country (Home Made Ice Cream)»             | 3:20       |
| 2.  | «Faut Pas Faire De La Peine À John»              | 3:06       |
| 3.  | «Un Baby, Bébé (My King Of Woman)»               | 2:51       |
| 4.  | «On Se Connait Par Cœur (Promises)»              | 3:33       |
| 5.  | «Polk Salad Annie»                               | 4:13       |
| 6.  | «La Fille Du Shérif (High Sheriff)»              | 3:36       |
| 7.  | «La Saison Du Blues (The Change)'»               | 3:29       |
| 8.  | «Joe Macho (Lustful Earl And The Married Woman)» | 3:22       |
| 9.  | «Si Je Dis "Je T´Aime"»                          | 2:32       |
| 10. | «Le Marché Aux Puces»                            | 4:24       |

## Відео
- YouTube Joe Dassin «Blue Country» [Архівовано 25 квітня 2021 у Wayback Machine.] (англ.)